# クラカグループ
クラカグループ（英称：KURAKA GROUP）は、岡山県倉敷市西中新田の企業グループ。
倉敷地方卸売市場での青果卸売業を軸として、カット野菜の製造・販売業、食料品の卸売業、農業生産、外食業、フィットネス事業など、食と健康に関わる企業活動を主体として展開している。

## 概要
1932年創業の𠮷田商店（現在のクラカコーポレーション株式会社）をグループの起源とし、戦後1946年に青果卸売業の倉敷青果荷受組合を設立、1982年に食料品卸売業のクラカフレッシュ株式会社を設立、1986年には倉敷市の認可により青果市場となる倉敷地方卸売市場を開設、1998年にカット野菜事業に参入、2010年には倉敷地方卸売市場内所有地にグループの事務所を集約した鉄骨3階延べ約930㎡の本社屋を整備する。
2016年には農業生産部門の農地所有適格法人クラカアグリ株式会社を設立、2023年4月時点でのグループ会社数は5社である。
グループ経営理念は『挨拶・清掃・新しい事への挑戦』。

## グループ企業
2023年4月時点
- クラカコーポレーション株式会社
- 倉敷青果荷受組合
- 倉敷青果株式会社
- クラカフレッシュ株式会社
- クラカアグリ株式会社